# Equitable Building

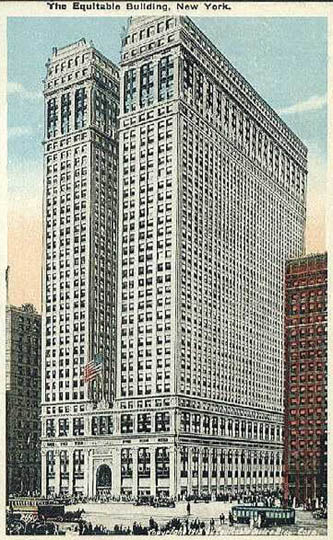
L'Equitable Building sur une carte postale des années 1910

L'Equitable Building est un gratte-ciel de bureaux de 36 étages de la ville de New York, situé au 120 Broadway dans le District financier dans le bas de Manhattan. Il fut conçu par Ernest R. Graham et achevé en 1915. La controverse entourant sa construction est à l'origine de l'adoption des premières restrictions de hauteur et surface au sol à Manhattan. Bien qu'il soit désormais dépassé par des immeubles environnants plus hauts, il conserve une identité distinctive dans le bas Broadway. Il est devenu un National Historic Landmark en 1978.
L'immeuble, construit dans un style néoclassique, s'élève à 164 m pour une superficie de 176 000 m2, soit un ratio d'occupation au sol de 30. À son achèvement, l'immeuble est celui qui offrait la plus grande superficie au monde. Il s'élève comme une unique tour mais donnant l'impression de deux tours identiques parallèles reliées par une aile sur toute sa hauteur, il apparaît avec la forme de la lettre "H" quand il est vu du dessus. Une de ses caractéristiques frappantes, au vu des critères de construction actuels, est qu'il n'y a aucun étage qui soit en retrait de la base et ce sur toute la hauteur de l'immeuble qui s'élève strictement verticalement depuis la rue.
L'Equitable Building possède trois grands halls d'entrée avec sol en marbre rose, murs en marbre couleur sable sur les murs et un plafond vouté en coffre. L'immeuble possède environ 5 000 fenêtres. Le marbre blanc de l'immeuble est du marbre de Yule de Marble dans le Colorado.
L'immeuble occupe un bloc entier et est bordé par Broadway à l'ouest, Cedar Street au nord, Nassau Street à l'est et Pine Street au sud. Il est placé dans le "Canyon of heroes", un ensemble de rues du bas de Manhattan bordées de très hauts immeubles et où se déroulent certaines parades en l'honneur de personnalités américaines. Il est alors d'usage de lancer de petits rouleaux de papier depuis les fenêtres, la ticker-tape parade.
L'immeuble avait été construit pour La société américaine d'assurance Equitable Life Assurance Society of the United States (on trouve d'ailleurs aussi de grands immeubles nommés Equitable Building dans d'autres villes américaines). Il a été racheté en 1980 par Larry Silverstein qui a procédé à une rénovation du bâtiment terminée en 1990. Aujourd'hui, l'immeuble abrite, entre autres, les bureaux du procureur général de l'État de New York et la société boursière Spear, Leeds & Kellogg.

## Source
- (en) Cet article est partiellement ou en totalité issu de l’article de Wikipédia en anglais intitulé « Equitable Building (Manhattan) » (voir la liste des auteurs).